# Simon Höfele

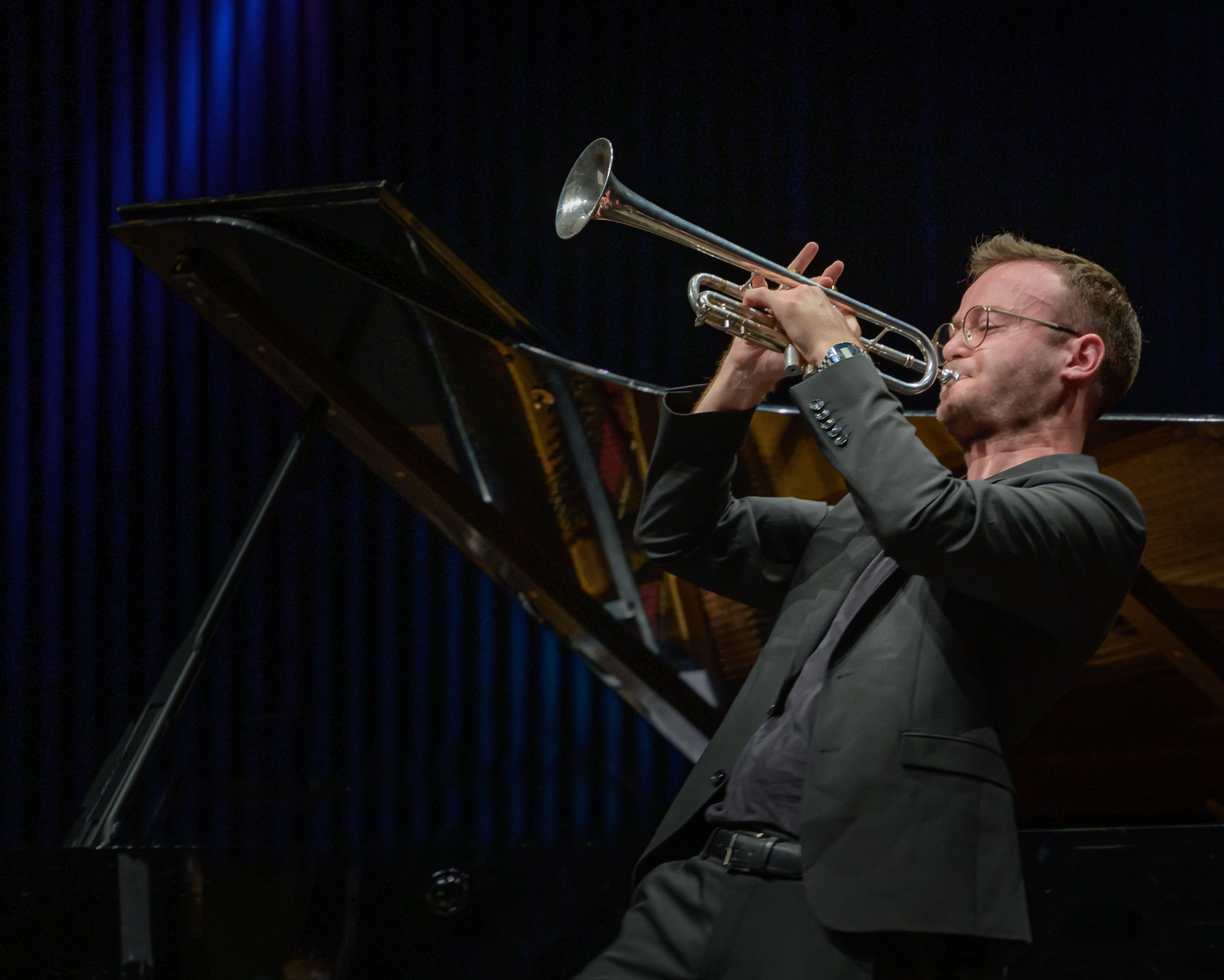
Simon Höfele (2022)

Simon Höfele (* 1994 in Darmstadt) ist ein klassischer deutscher Trompeter, Barista und Fotograf.

## Wirken
Simon Höfele begann mit sieben Jahren in seiner Heimat Darmstadt mit dem Trompetenspiel und wurde mit 14 Jahren Jungstudent bei Reinhold Friedrich. Anschließend wurde er für repräsentative Förderprogramme, u. a. als BBC Radio 3 New Generation Artist oder Rising Star der ECHO (European Concert Hall Organisation) nominiert und wurde von der Kölner Philharmonie, dem Konzerthaus Dortmund und der Elbphilharmonie Hamburg sowie Künstler in der Reihe „Junge Wilde“ des Konzerthaus Dortmund, ausgewählt. Mittlerweile ist er als Visiting artist des Royal Birmingham Conservatoire sowie bei verschiedenen Meisterkursen selbst als Lehrer tätig.
Neben dem klassischen Trompetenrepertoire von Georg Philipp Telemann über Giuseppe Tartini, Johann Nepomuk Hummel, Joseph Haydn, Wolfgang Amadeus Mozart bis zu André Jolivet, Alexander Arutjunjan und Bernd Alois Zimmermann gilt sein besonderes Interesse auch der zeitgenössischen Musik. Er brachte die Uraufführungen der ihm gewidmeten Werke Milky Way von Miroslav Srnka (UA 09/2019, Concertgebouw), Three pieces for trumpet von Mark Simpson (UA 04/2019, Saffron Hall) und Fantasy for Trumpet von Kaan Bulak (UA 04/2019, London) zu Gehör. Zudem führt er regelmäßig Werke von Toshio Hosokawa, Christian Jost und Matthias Pintscher auf, dessen Doppelkonzert für zwei Trompeten er 2012 zusammen mit Reinhold Friedrich und dem Schleswig-Holstein-Festival-Orchester zum ersten Mal einem Publikum darbot.
Für seine Einspielung Mysteries wurde er vom Preis der Deutschen Schallplattenkritik mit dem Vierteljahrespreis 2/2018 ausgezeichnet. Für sein Album Standards” mit den Trompetenkonzerten von Joseph Haydn, Johann Nepomuk Hummel, Alexander Arutjunjan und Aaron Copland, welches er mit dem BBC Scottish Symphony Orchestra und dem BBC National Orchestra of Wales unter Leitung von Duncan Ward aufgenommen hatte, wurde er 2020 Echo-Gewinner in der Kategorie Konzerteinspielung des Jahres.
Neben seinen musikalischen Projekten engagiert sich Simon Höfele auch kulturpolitisch, etwa durch die Gründung des Vereins Kunstverlust. Für diesen porträtiert er als Fotograf Menschen, die sich aktiv für die Erhaltung von Kunst und Kultur einsetzen.

## Diskografie (Auswahl)
- Mysteries (2018)
- Standards (2020)